# Copa América 1979
Die Copa América 1979 war die 31. Auflage der südamerikanischen Kontinentalmeisterschaft im Fußball und fand vom 10. Juli bis 12. Dezember statt.
Der Austragungsmodus war identisch mit 1975. Es gab kein Turnier im Ligasystem in einem Land, sondern es wurde in einer Kombination aus Gruppenphase und K.-o.-System mit Hin- und Rückspiel gespielt. Die Vorrunde bildeten drei Gruppen mit je drei Teilnehmern. Die drei Gruppensieger erreichten das Halbfinale, während Titelverteidiger Peru automatisch für das Halbfinale qualifiziert war. Bei Punktgleichheit entschied das Torverhältnis, war dieses gleich das Los. Im Finale wurde bei Punktgleichheit nach Hin- und Rückspiel ein Entscheidungsspiel auf neutralem Platz ausgetragen, was auch diesmal notwendig war. Da auch dieses Spiel 0:0 n. V. endete, wurde Paraguay durch das bessere Torverhältnis aus den beiden vorangegangenen Partien Südamerikameister. Für Paraguay war es der zweite Titel bei der Copa América nach 1953. Das Entscheidungsspiel in Buenos Aires fand allerdings vor nur 6.000 Zuschauern statt. Insgesamt wurde jedoch zum fünften Mal in der Geschichte des Wettbewerbs eine Zuschauerzahl von über einer Million erreicht, ohne jedoch den Rekord von 1945 zu brechen.
Weltmeister Argentinien wurde überraschend nur Dritter in seiner Gruppe.

## Gruppenphase

### Gruppe A
| Pl. | Land      | Sp. | S | U | N | Tore    | Diff. | Punkte |
| --- | --------- | --- | - | - | - | ------- | ----- | ------ |
| 1.  | Chile     | 4   | 2 | 1 | 1 | 010:200 | +8    | 05:30  |
| 2.  | Kolumbien | 4   | 2 | 1 | 1 | 005:200 | +3    | 05:30  |
| 3.  | Venezuela | 4   | 0 | 2 | 2 | 001:120 | −11   | 02:60  |

|                                                           |   |           |           |
| 1. August 1979 in San Cristóbal (Estadio Pueblo Nuevo)    |   |           |           |
| Venezuela                                                 | – | Kolumbien | 0:0       |
| 8. August 1979 in San Cristóbal (Estadio Pueblo Nuevo)    |   |           |           |
| Venezuela                                                 | – | Chile     | 1:1 (0:0) |
| 15. August 1979 in Bogotá (El Campín)                     |   |           |           |
| Kolumbien                                                 | – | Chile     | 1:0 (1:0) |
| 22. August 1979 in Bogotá (El Campín)                     |   |           |           |
| Kolumbien                                                 | – | Venezuela | 4:0 (1:0) |
| 29. August 1979 in Santiago (Estadio Nacional de Chile)   |   |           |           |
| Chile                                                     | – | Venezuela | 7:0 (2:0) |
| 5. September 1979 in Santiago (Estadio Nacional de Chile) |   |           |           |
| Chile                                                     | – | Kolumbien | 2:0 (1:0) |

### Gruppe B
| Pl. | Land        | Sp. | S | U | N | Tore    | Diff. | Punkte |
| --- | ----------- | --- | - | - | - | ------- | ----- | ------ |
| 1.  | Brasilien   | 4   | 2 | 1 | 1 | 007:500 | +2    | 05:30  |
| 2.  | Bolivien    | 4   | 2 | 0 | 2 | 004:700 | −3    | 04:40  |
| 3.  | Argentinien | 4   | 1 | 1 | 2 | 007:600 | +1    | 03:50  |

|                                                          |   |             |           |
| 18. Juli 1979 in La Paz (Estadio Hernando Siles)         |   |             |           |
| Bolivien                                                 | – | Argentinien | 2:1 (1:1) |
| 26. Juli 1979 in La Paz (Estadio Hernando Siles)         |   |             |           |
| Bolivien                                                 | – | Brasilien   | 2:1 (1:1) |
| 2. August 1979 in Rio de Janeiro (Maracanã)              |   |             |           |
| Brasilien                                                | – | Argentinien | 2:1 (1:1) |
| 8. August 1979 in Buenos Aires (Estadio José Amalfitani) |   |             |           |
| Argentinien                                              | – | Bolivien    | 3:0 (2:0) |
| 16. August 1979 in São Paulo (Estádio do Morumbi)        |   |             |           |
| Brasilien                                                | – | Bolivien    | 2:0 (0:0) |
| 23. August 1979 in Buenos Aires (Estadio Monumental)     |   |             |           |
| Argentinien                                              | – | Brasilien   | 2:2 (1:1) |

### Gruppe C
| Pl. | Land     | Sp. | S | U | N | Tore    | Diff. | Punkte |
| --- | -------- | --- | - | - | - | ------- | ----- | ------ |
| 1.  | Paraguay | 4   | 2 | 2 | 0 | 006:300 | +3    | 06:20  |
| 2.  | Uruguay  | 4   | 1 | 2 | 1 | 005:500 | ±0    | 04:40  |
| 3.  | Ecuador  | 4   | 1 | 0 | 3 | 004:700 | −3    | 02:60  |

|                                                               |   |          |           |
| 29. August 1979 in Quito (Estadio Olímpico Atahualpa)         |   |          |           |
| Ecuador                                                       | – | Paraguay | 1:2 (0:1) |
| 5. September 1979 in Quito (Estadio Olímpico Atahualpa)       |   |          |           |
| Ecuador                                                       | – | Uruguay  | 2:1 (2:0) |
| 13. September 1979 in Asunción (Estadio Defensores del Chaco) |   |          |           |
| Paraguay                                                      | – | Ecuador  | 2:0 (1:0) |
| 16. September 1979 in Montevideo (Estadio Centenario)         |   |          |           |
| Uruguay                                                       | – | Ecuador  | 2:1 (1:0) |
| 20. September 1979 in Asunción (Estadio Defensores del Chaco) |   |          |           |
| Paraguay                                                      | – | Uruguay  | 0:0       |
| 26. September 1979 in Montevideo (Estadio Centenario)         |   |          |           |
| Uruguay                                                       | – | Paraguay | 2:2 (0:1) |

## Halbfinale
|                                                          |   |       |           |
| 17. Oktober 1979 in Lima (Estadio Nacional)              |   |       |           |
| Peru                                                     | – | Chile | 1:2 (0:1) |
| 24. Oktober 1979 in Santiago (Estadio Nacional de Chile) |   |       |           |
| Chile                                                    | – | Peru  | 0:0       |

|                                                             |   |           |           |
| 24. Oktober 1979 in Asunción (Estadio Defensores del Chaco) |   |           |           |
| Paraguay                                                    | – | Brasilien | 2:1 (2:0) |
| 31. Oktober 1979 in Rio de Janeiro (Maracanã)               |   |           |           |
| Brasilien                                                   | – | Paraguay  | 2:2 (1:1) |

## Finale
|                                                              |   |          |           |
| 28. November 1979 in Asunción (Estadio Defensores del Chaco) |   |          |           |
| Paraguay                                                     | – | Chile    | 3:0 (2:0) |
| 5. Dezember 1979 in Santiago (Estadio Nacional de Chile)     |   |          |           |
| Chile                                                        | – | Paraguay | 1:0 (1:0) |

### Entscheidungsspiel
|                                                             |   |       |           |
| 11. Dezember 1979 in Buenos Aires (Estadio José Amalfitani) |   |       |           |
| Paraguay                                                    | – | Chile | 0:0 n. V. |

- Paraguay aufgrund des besseren Torverhältnisses aus den beiden Finalspielen zuvor Sieger.

## Beste Torschützen
| Rang | Spieler            | Tore |
| ---- | ------------------ | ---- |
| 1    | Jorge Peredo       | 4    |
|      | Eugenio Morel      | 4    |
| 3    | Sócrates           | 3    |
|      | Carlos Caszely     | 3    |
|      | Carlos Rivas       | 3    |
|      | Julio César Romero | 3    |